# Petrus Boumal
Petrus Boumal Mayega (Yaoundé, 1993. április 20. –) kameruni válogatott labdarúgó, az egyesült arab emírségekbeli Al Orooba játékosa.

## Pályafutása

### Klubcsapatokban
Boumal a francia Sochaux akadémiáján nevelkedett. 2011 decemberében mutatkozott be a francia élvonalban egy Dijon elleni mérkőzésen. 2014-ben Bulgáriába szerződött, ahol előbb a Litex Lovecs, később a CSZKA Szofija játékosa volt. 2022 februárjától 2023 júniusáig a magyar élvonalbeli Újpest játékosa volt.

### A válogatottban
A kameruni válogatottban 2017 óta három alkalommal lépett pályára.

#### Mérkőzései a kameruni válogatottban
| #  | Dátum              | Ellenfél | Eredmény | Kiírás              | Esemény |
| -- | ------------------ | -------- | -------- | ------------------- | ------- |
| 1. | 2017. november 11. | Zambia   | 2 – 2    | Vb-selejtező        | 46'     |
| 2. | 2018. október 16.  | Malawi   | 0 – 0    | ANK-selejtező       | 70'     |
| 3. | 2019. június 9.    | Zambia   | 2 – 1    | barátságos mérkőzés |         |